# Жан Жіоно
Жан Жіоно́ (фр. Jean Giono; 30 березня 1895, Альпи Верхнього Провансу, Франція — 8 жовтня 1970, та же) — французький письменник.

## Біографія
Народившись в небагатій сім'ї шевця й пралі, Жан Жіоно багато років жив у Маноску (департамент Альпи Верхнього Провансу), і там розгортається дія багатьох його романів. Після закінчення навчання в місцевій школі, працював банківським службовцем до Першої світової війни, під час якої служив солдатом. У 1919 повернувся до банку, а рік потому одружився з подругою дитинства, з якою у нього було двоє дітей. Пішов з банку в 1930-му, щоб повністю присвятити себе письменницькій діяльності після успіху свого першого роману, Пагорб.
1953 року він був удостоєний літературної премії князя Монако Реньє за життєві заслуги. Пізніше став членом Ґонкурівської академії (1954), увійшов до складу Літературної Ради Монако (1963).
Серед найвідоміших його творів три романи трилогії Пан, присвячених грецькому богові Панові й пантеїзму: Пагорб, Людина з Бомюня й Отава. Він також відомий книгою Подорож до Італії й новелою Людина, яка саджала дерева (1953).
Багато творів Жана Жіоно були екранізовани: фільми за його книгами знімали Марсель Паньоль, Жан-Поль Раппно, Рауль Руїс. Він очолював журі Каннського міжнародного кінофестивалю (1961), входив до складу його журі у 1966 році.

## Твори

### Романи, повісті, хроніки
- Colline — Grasset — 1929
- Людина з Бомюня / Un de Baumugnes — Grasset — 1929
- Оживлення / Regain — Grasset — 1930
- Naissance de l'Odyssée — Editions Kra — 1930
- Le Grand Troupeau — Gallimard — 1931
- Синій Жан / Jean le Bleu — Grasset — 1932
- Самотність жалості / Solitude de la pitié — Gallimard 1932
- Le Chant du monde — Gallimard — 1934
- Que ma joie demeure — Grasset — 1936
- Batailles dans la montagne — Gallimard — 1937
- Pour saluer Melville — Gallimard — 1941
- L'eau vive — Gallimard — 1943 (Rondeur des Jours et l'Oiseau bagué −1973)
- Король без розваг / Un roi sans divertissement — Gallimard — 1947
- Noé — Editions la Table ronde — 1947
- Fragments d'un paradis — Déchalotte — 1948
- Mort d'un personnage — Grasset — 1949
- Les Âmes fortes — Gallimard — 1949
- Les Grands Chemins — Gallimard — 1951
- Вершник на даху / Le Hussard sur le toit — Gallimard — 1951
- Le Moulin de Pologne — 1952
- Людина, яка саджала дерева / L'homme qui plantait des arbres — Reader's Digest — 1953
- Le Bonheur fou — Gallimard — 1957
- Angelo — Gallimard — 1958
- Hortense ou l'Eau vive (avec Jean Allioux) Editions France-Empire — 1958
- Deux cavaliers de l'orage — Gallimard — 1965
- Le Déserteur — René Creux Editeur — 1966 (le Déserteur et autres récits — Gallimard — 1973)
- Ennemonde et Autres Caractères — Gallimard — 1968
- L'Iris de Suse — Gallimard — 1970
- Les Récits de la demi-brigade — Gallimard — 1972
- Faust au village — Gallimard — 1977
- Le Bestiaire — Ramsay — 1991

### Незавершені романи
- Angélique — Gallimard — 1980
- Cœur, Passions, Caractères — Gallimard — 1982
- Dragoon suivi d'Olympe — Gallimard — 1982

### Нариси і статті
- Présentation de Pan — Grasset — 1930
- Manosque-des-plateaux — Emile-Paul Frères — 1931
- Le Serpent d'Etoile — Grasset — 1933
- Les Vraies Richesses — Grasset — 1936
- Refus d'obéissance — Gallimard 1937
- Le Poids du ciel — Gallimard — 1938
- Lettre aux paysans sur la pauvreté et la paix — Grasset — 1938
- Précisions — Grasset — 1939
- Recherche de la pureté — Gallimard — 1939
- Triomphe de la vie — Ides et Calendes — 1941
- Voyage en Italie — Gallimard — 1953
- Notes sur l'affaire Dominici — Gallimard — 1955
- Le Désastre de Pavie -Gallimard — 1963
- Les Terrasses de l'Ile d'Elbe — Gallimard — 1976
- Les Trois Arbres de Palzem — Gallimard — 1984
- De Homère à Machiavel — Gallimard — 1986
- Images d'un jour de pluie et autres récits de jeunesse — Editions Philippe Auzou — 1987
- La Chasse au Bonheur — Gallimard — 1988
- Provence — Gallimard — 1993
- Les Héraclides — Quatuor — 1995
- De Montluc à la «Série Noire» — Gallimard — 1998

### Вірші
- Accompagne de la flute — les Cahiers de l'Artisan — 1923
- La Chute des Anges, Fragment d'un Déluge, Le Cœur-Cerf — Rico — 1969

### П'єси
- Le bout de la Route — Lanceur de Graines — La Femme du boulanger — Gallimard — 1943
- Le Voyage en calèche — Editions du Rocher — 1947. Cette pièce à été interdite par l'occupant pendant la seconde guerre mondiale.
- Domitien, suivi de Joseph à Dothan — Gallimard — 1959
- Le Cheval fou — Gallimard — 1974

### Листи
- Avec Jean Paulhan — Gallimard — 2000
- Avec André Gide — Université de Lyon — 1983
- Avec Jean Guéhenno — Seghers — 1975
- Avec Lucien Jacques — Gallimard — 1981 et 1983 (2 volumes)

### Інтерв'ю
- Avec Jean Carrière — La Manufacture — 1985
- Avec Jean et Taos Amrouche — Gallimard — 1990

### Переклади
- Moby Dick (traduction du roman d'Herman Melville; avec Lucien Jacques et Joan Smith) — Les Cahiers du Contadour — 1939
- L'expédition d'Humphry Clinker (traduction du roman de Tobias G. Smollet; avec Catherine d'Ivernois) — Gallimard — 1955

### Сценарії
- Crésus — Rico — 1961

## Екранізації
- 1934 — «Анжель» (реж. Марсель Паньоль)
- 1934 — «Жофруа» (реж. Марсель Паньоль)
- 1934 — «Прилив сил» (реж. Марсель Паньоль)
- 1934 — «Дружина пекаря» (реж. Марсель Паньоль)
- 1963 — «Король без розваг» (реж. Франсуа Летер'є)
- 1984 — Вершники бурі (реж. Жерар Верже)
- 1987 — «Людина, яка саджала дерева» (реж. Фредерік Бак)
- 1995 — «Гусар на даху» (реж. Жан-Поль Раппно)
- 2001 — «Сильні душі» (реж. Рауль Руїс)

## Переклади українською
- Жан Жіоно. Знуджений Принц. Етюд. З французької переклала Галина Чернієнко / «Всесвіт» № 3–4 2012 р. [Архівовано 30 серпня 2019 у Wayback Machine.]
- Жан Жіоно. Принцеса, у якої виникло бажання. З французької переклала Галина Чернієнко / «Всесвіт», № 11–12 2012 р.
- Жан Жіоно. Чоловік, що саджав дерева. переклад з французької: Андрій Андрусяк [Архівовано 22 серпня 2019 у Wayback Machine.]